# Wladimir Wladimirowitsch Schmudski
Wladimir Wladimirowitsch Schmudski (russisch Владимир Владимирович Жмудский; * 23. Januar 1947 in Dubljany, heute Lwiw) ist ein ehemaliger sowjetischer Wasserballspieler. Er war 1972 Olympiasieger, 1973 Weltmeisterschaftszweiter sowie 1966 und 1970 Europameister.

## Sportliche Karriere
Der 1,80 m große Wladimir Schmudski spielte für TSSK VMF Moskau.
Seine internationale Karriere begann bei der Europameisterschaft 1966 in Utrecht. Dort gewann die sowjetische Mannschaft erstmals den Europameistertitel. Nach zwei Unentschieden gegen Italien und Jugoslawien besiegte die sowjetische Mannschaft das Team aus der DDR durch ein Tor von Boris Grischin mit 1:0 und erhielt die Goldmedaille vor dem Team aus der DDR und den Jugoslawen. Die Ungarn, die zuvor dreimal in Folge den Titel gewonnen hatten, belegten nur den fünften Platz. 1970 bei der Europameisterschaft in Barcelona verteidigte die sowjetische Mannschaft ihren Titel mit neun Siegen in neun Spielen erfolgreich, Zweite wurden die Ungarn vor den Jugoslawen.
Bei seinen einzigen Olympischen Spielen 1972 in München wirkte Schmudski in allen acht Partien mit und erzielte zwei Tore, eins gegen Japan und eins gegen die Mannschaft aus den Vereinigten Staaten. Die sowjetische Mannschaft verlor kein Spiel, die Partien gegen die Ungarn und gegen das US-Team endeten unentschieden. Am Ende lagen die Ungarn nach Punkten gleichauf mit der sowjetischen Mannschaft, die aber durch die bessere Tordifferenz die erste olympische Goldmedaille für die Sowjetunion im Wasserball gewann. 1973 fand in Belgrad die erste Weltmeisterschaft im Wasserball statt. In der Finalrunde besiegten die Ungarn die sowjetische Mannschaft mit 5:4 und gewannen den Titel vor der sowjetischen Mannschaft und den Jugoslawen.